# Ban Tham Phat Na
Ban Tham Phat Na (Thai: บ้านถ้ำพัฒนา) is een plaats in de tambon Pong Ngam in de provincie Chiang Rai. De plaats heeft een oppervlakte van 1,5 km² en telde in 2009 in totaal 832 inwoners, waarvan 404 mannen en 428 vrouwen. Ban Tham Phat Na telde destijds 260 huishoudens.
In de plaats bevindt zich een kleuterschool en een basisschool. Op de kleuterschool zitten 42 leerlingen en vijf docenten en op de basisschool zitten 165 leerlingen en zes docenten.